# Nodubothea nodicornis
Nodubothea nodicornis är en skalbaggsart som först beskrevs av Bates 1881.  Nodubothea nodicornis ingår i släktet Nodubothea och familjen långhorningar. Inga underarter finns listade i Catalogue of Life.